# On the Good Ship Lollipop
On the Good Ship Lollipop est une chanson écrite par Richard A. Whiting et Sidney Clare pour que Shirley Temple la chante dans le film Shirley aviatrice sorti en 1934,.
Shirly n'avait que six ans quand la chanson est parue. Le titre est devenu une chanson phare de son répertoire, (une autre étant Animal Crackers in My Soup du film Boucles d'or sorti en 1935),.

## Accolades
La chanson (dans la version du film Shirley aviatrice) est classée 69e dans la liste des « 100 plus grandes chansons du cinéma américain » selon l'American Film Institute (AFI).